# Olivier de Rohan-Chabot
Olivier de Rohan-Chabot, né le 28 septembre 1941 à Perros-Guirec (Côtes-d'Armor), est un mécène français particulièrement actif à Versailles, président de la Fondation pour la sauvegarde de l'art français depuis 2005.

## Famille
Fils d'Alain-Louis-Auguste de Rohan-Chabot (1913-1966) et d'Hélène Claire Marie de Liencourt, Olivier de Rohan-Chabot (1941- ) est le frère cadet de Josselin de Rohan-Chabot, ancien sénateur et ancien président du Conseil régional de Bretagne.

## Biographie
Diplômé de l'ESCP, il commence sa carrière au marketing de SOPAD Nestlé, puis passe directeur de produit chez Gervais Danone. En 1973, il devient directeur du bureau de Paris de Charles S. Tchertoff, puis lance Korn Ferry France  en 1977. En 1984, il devient président du cabinet de recrutement A Partners France. En 1992, il est nommé vice-président d'Area Consultants.
De 1987 à 2009, Olivier de Rohan-Chabot est président de la Société des amis de Versailles. En 1989, il devient membre associé de l'Académie des Sciences morales, des Lettres et des Arts de Versailles, puis membre titulaire au siège no 34 en 2008.
Depuis 2005, Olivier de Rohan-Chabot est président de la Fondation pour la sauvegarde de l'art français (premier mécène des églises de France), et vice-président fondateur de la Société des Amis de l'Hôtel de la Marine. En 2013, en association avec l'école du Louvre, il lance Le Plus Grand Musée de France, vaste campagne de mécénat qui associe alors des étudiants à la restauration d'oeuvres d'art et objets mobiliers dans l'espace public. Cette campagne se décline ensuite avec des salariés d'entreprises grâce à des partenariats avec la Fondation d'entreprise Michelin ou Allianz France, puis avec des classes de lycéens pour leur faire découvrir le patrimoine local. Le programme a aujourd'hui permis de distribuer 2,1 millions d'euros pour restaurer plus de 300 œuvres et objets,,.
Olivier de Rohan-Chabot est officier de marine honoraire.

## Décorations
- Officier de la Légion d'honneur (2007)
  -  Chevalier de la Légion d'honneur (1997)
- Chevalier de l'ordre national du Mérite
- Chevalier de l'ordre des Palmes académiques
- Commandeur de l'ordre des Arts et des Lettres
- Médaille des services militaires volontaires, or
- Chevalier de l'ordre de Saint-Grégoire-le-Grand (Vatican - 2023)[8]

## Publications
- Olivier de Rohan-Chabot, Roland de L'Espée, Jean-Marie Pérouse de Montclos et Élisabeth Nora, Un siècle de mécénat à Versailles, Paris, Éditions du Regard, 11 septembre 2007, 199 p. (ISBN 978-2841052127)